# Clubul Sportiv Universitatea Sibiu
Il Clubul Sportiv Universitatea Sibiu, più comunemente noto come CSU Sibiu, è una squadra di pallacanestro della città di Sibiu. Milita in Divizia A, la massima divisione del campionato di pallacanestro rumeno.
Nel 1995 e nel 1999 è stato Campione di Romania.

## Storia
Fondato nel 1971, il CSU Sibiu è una delle 8 squadre rumene ad avere vinto almeno un campionato nazionale. Nel corso degli anni ha avuto anche altre denominazioni: Olimpia Sibiu, Sibiu CSS CSM e CSM Sibiu. Attualmente è noto come CSU Atlassib Sibiu per ragioni di sponsorizzazione.

## Colori e simbolo
I colori della maglia del CSU Sibiu sono il giallo e il blu. Il simbolo raffigura un'aquila che volteggia, con un pallone da basket tra gli artigli, sopra i monti della Transilvania.

## Palmarès

### Trofei nazionali
- Campionato rumeno: 2

1995, 1999
- Coppa di Romania: 1

2019